# Зайнаб бінт Мухаммед
Зайнаб бінт Мухаммед (араб. ‎‎زينب بنت محمد) — старша дочка пророка Мухаммеда та Хадіджі. Народилась приблизно за десять років до початку пророчої місії Мухаммеда, коли йому було коло тридцяти років.
Після повноліття Зайнаб вийшла заміж за свого двоюрідного брата по матері Абу аль-Аса ібн Рабіа, який на той час був одним з авторитетних та знатних мекканців. Від цього шлюбу Зайнаб народила сина Алі, який помер ще немовлям, та дочку Умаму, яка після смерті Фатіми стала дружиною Алі ібн Абу Таліба.
Після початку пророчої місії Мухаммеда, Зайнаб разом зі своїми сестрами та матір'ю стала однією з перших мусульманок. Одначе її чоловік ще довгий час лишався язичником.